# Rudolf W. Keck
Rudolf Willy Keck (* 16. Oktober 1935 in Schwäbisch Gmünd; † 27. März 2023) war ein deutscher Pädagoge, Erziehungswissenschaftler und Hochschullehrer.

## Leben
Nach dem Abitur 1956, absolvierte Keck ein Lehramtsstudium an der Pädagogischen Hochschule Schwäbisch Gmünd, das er 1959 abschloss. Es folgte bis 1961 eine Lehrtätigkeit an der Kepler-Mittelschule Ulm, bevor er ein Zweitstudium der Erziehungswissenschaften und Geschichte an den Universitäten in Tübingen und Saarbrücken begann. In Saarbrücken wurde er 1963 Wissenschaftlicher Mitarbeiter am Institut für Pädagogik der Universität des Saarlandes. 1966 erfolgte an der Universität seine Promotion zum Dr. phil. mit der Arbeit Geschichte der Mittleren Schule in Württemberg: Motive und Probleme ihrer Entwicklung von der Reformation bis zur Gegenwart unter besonderer Berücksichtigung von Stuttgart und Ulm. Anschließend war Keck Wissenschaftlicher Assistent am Lehrstuhl Allgemeine Pädagogik der Pädagogischen Hochschule Vechta.
1968 wurde Keck zunächst zum Hochschuldozenten für Pädagogik an der Pädagogischen Hochschule Braunschweig ernannt, bevor er 1972 einen Ruf auf die Professur für Schulpädagogik an die Pädagogische Hochschule Hildesheim, die in der Universität Hildesheim aufging, annahm. 2001 wurde er an der Universität emeritiert.
Außerdem war Keck von 1973 bis 1990 Lehrbeauftragter für Schulpädagogik an der TU Braunschweig sowie an der TU Clausthal.
Kecks Engagement außerhalb der Universität zeigte sich in diversen Mitgliedschaften und Ämtern, so zum Beispiel war er von 1987 bis 2002 Vorsitzender des Museumsvereins Hildesheim, von 1989 bis 1993 Vorsitzender der Historischen Kommission der Deutschen Gesellschaft für Erziehungswissenschaft und von 2000 bis 2004 Präsident der Internationalen Akademie zur Humanisierung der Bildung (IAHE). Seit 2000 war Keck zudem Auswärtiges Mitglied der Russischen Akademie für Bildung in Moskau.
Keck bekam 2012 von der Universität Nowgorod die Ehrendoktorwürde verliehen.

## Forschungsschwerpunkte
Zu den Schwerpunkten Kecks zählten die Schulpädagogik und Allgemeine Didaktik, besonders auch im Kontext der Lehrerbildung. Des Weiteren beschäftigte er sich mit Historischer Bildungsforschung sowie historisch-pädagogischer Bildforschung.

## Publikationen (Auswahl)
Monographien
- Geschichte der Mittleren Schule in Württemberg: Motive und Probleme ihrer Entwicklung von der Reformation bis zur Gegenwart unter besonderer Berücksichtigung von Stuttgart und Ulm. Stuttgart 1968: Kohlhammer.
- Zielorientierte Unterrichtsplanung: zur Theorie und Methode der Lehrzielbestimmung für die Unterrichtspraxis; eine Einführung für Lehrer und Lehrerstudenten. Bochum 1975: Kamp. ISBN 3-592-71680-8.
- Unterricht gliedern, zielorientiert lehren: Zielorientierung, Artikulation und Zielverständigung im Unterricht. Bad Heilbrunn/Obb. 1983: Klinkhardt. ISBN 3-7815-0442-5.

Herausgeberschaften
- Medien zwischen Kultur und Kult: zur Bedeutung der Medien in Kultur und Bildung; zum 65. Geburtstag von Heribert Heinrichs. Bad Heilbrunn/Obb. 1987: Klinkhardt. ISBN 3-7815-0604-5.
- Fachdidaktik zwischen allgemeiner Didaktik und Fachwissenschaft: Bestandsaufnahme und Analyse. Bad Heilbrunn/Obb. 1990: Klinkhardt. ISBN 3-7815-0659-2.
- mit Uwe Sandfuchs: Wörterbuch Schulpädagogik: ein Nachschlagewerk für Studium und Schulpraxis. Bad Heilbrunn/Obb. 1994 (2. Aufl. 2004): Klinkhardt. ISBN 3-7815-0738-6.
- Didaktik im Zeichen der Ost-West-Annäherung: zur Didaktik im Kontext (post-)moderner Pädagogik und Konzeptionen zur Humanisierung der Bildung. Münster 1999: Lit. ISBN 3-8258-4054-9.
- Modernisierung der Bildung – Modernisierung durch Bildung: Herausforderungen und Impulse. Baltmannsweiler 2006: Schneider-Verlag Hohengehren. ISBN 3-8340-0060-4.
- Kulturgeschichte im Dialog: eine Freundesgabe für Josef Nolte. Hildesheim 2010: Gerstenberg. ISBN 978-3-8067-8741-2.

Festschrift
- Sabine Kirk (Hrsg.): Schule und Geschichte : Funktionen der Schule in Vergangenheit und Gegenwart; Festschrift für Rudolf W. Keck zum 65. Geburtstag. Bad Heilbrunn/Obb. 2000: Klinkhardt. ISBN 3-7815-1130-8.